# Енергія (Миколаїв)
«Ене́ргія» (Миколаїв) — спортивний клуб, заснований у 2011 році ПАТ «Миколаївобленерго». Президентом клубу був генеральний директор ПАТ «Миколаївобленерго» Юрій Антощенко, головним тренером — В'ячеслав Мазараті.
СК «Енергія» виступав у першій лізі зимової першості Миколаївської області з футболу 2011—2012 років, де завоював 1 місце.
У 2012 році команда стала чемпіоном Миколаївської області серед команд вищої ліги та фіналістом Суперкубку області. В червні 2012 року СК «Енергія» став чемпіоном України з футзалу серед команд підприємств ПЕК.
У 2013 році «енергетики» виграли зимову першість області у вищій лізі. Керівництво клубу ухвалило рішення про вихід команди в другу лігу Чемпіонату України. На початку 2013 року розпочався процес підготовки та вирішення організаційних питань переходу. Навесні та влітку 2013 року СК «Енергія», згідно вимогам, взяв участь у Чемпіонаті України серед команд ААФУ. У сезоні 2013/14 років виступала у другій лізі чемпіонату України. Першу частину чемпіонату команда завершила на 12 місці. У березні 2014 головний інвестор відмовився фінансувати «Енергію», і команда припинила своє існування.